# 漆原大晟
漆原 大晟（うるしはら たいせい、1996年9月10日 - ）は、新潟県燕市出身のプロ野球選手（投手）。右投左打。阪神タイガース所属。

## 経歴

### プロ入り前
粟生津小学校2年時に吉田ジュニアクラブで軟式野球を始め、吉田中学校在学中は硬式野球の三条リトルシニアへ所属。中学時代のチームメイトには2学年後輩に知野直人がいた。
新潟明訓高等学校へ進学し、1年夏の甲子園では背番号18でベンチ入りを果たすも、阪神甲子園球場での登板機会は無かった。2年時以降は同球場での全国大会に縁が無く、3年夏の背番号は11であった。
新潟医療福祉大学健康科学部健康スポーツ学科に進学すると、1年秋の関甲新学生野球連盟秋季リーグ・対関東学園大学戦でリーグ新記録となる11打者連続奪三振を達成。2年夏の新人戦では最高殊勲選手賞を受賞し、チームの優勝に貢献した。同大学でのチームメイトには2学年先輩に笠原祥太郎、3学年後輩に桐敷拓馬、佐藤琢磨がいた。桐敷とは後に阪神タイガースで同僚となった。
2018年10月25日に行われたドラフト会議では、オリックス・バファローズから育成1位指名を受け、11月30日の入団交渉にて支度金300万円、年俸260万円（金額は推定）という条件で入団に合意した。背番号は127。

### オリックス時代

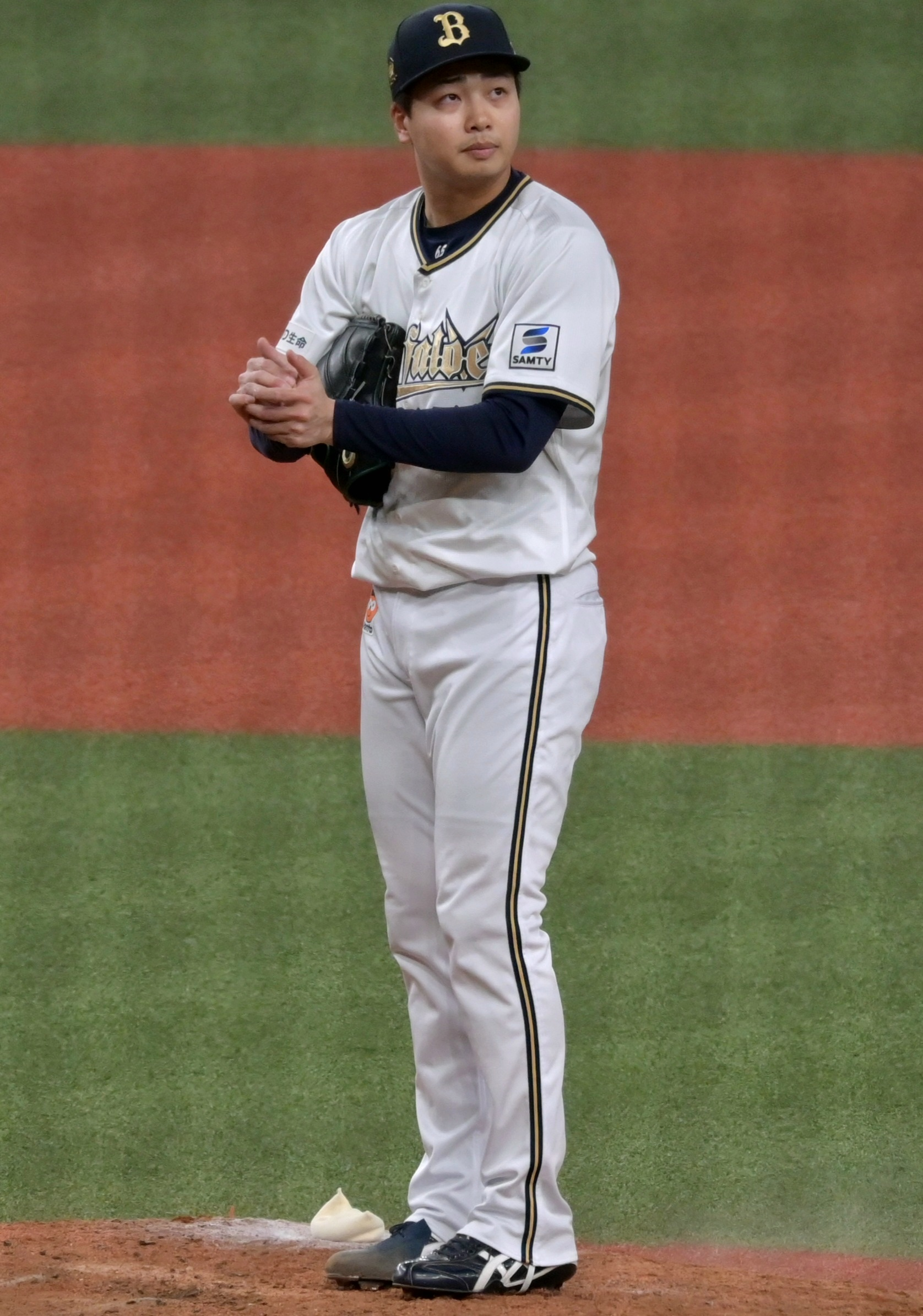
オリックス・バファローズ時代
（2023年4月9日 京セラドーム大阪）

2019年、一・二軍合同の春季キャンプを二軍で過ごしていたが、一軍のランチタイム特打に打撃投手として登板。球種をあらかじめ申告しているにもかかわらず、主力級の打者からストレートで次々と空振りを奪い、前年まで一軍監督を務めていた福良GMを驚かせた。ウエスタン・リーグ公式戦ではクローザーを務めていた金田和之の一軍昇格に伴い、4月下旬からクローザーに抜擢された。この年はウエスタン・リーグで39試合に登板し、1勝0敗23セーブ・防御率3.52という成績で同リーグのセーブ王に輝いた。オフに40万円増となる推定年俸300万円で契約を更改し、その後球団からの提案でプエルトリコウインターリーグにアテニエンセス・デ・マナティの一員として参戦。同リーグでは13試合に登板し、0勝2敗3セーブ・防御率0.77を記録した。
2020年は育成選手ながら一軍春季キャンプのメンバーに抜擢されると、2月20日に支配下選手登録。推定年俸は420万円、背番号は65へ変更となった。オープン戦の序盤はリリーフとして4試合連続無失点を記録していたが、先発陣の総合力が上がらないチーム事情があり、オープン戦の途中から先発に転向。しかし、新型コロナウイルスの影響で開幕が6月に延期となり、開幕前の練習試合で結果を残せず、レギュラーシーズンの開幕は二軍で迎えた。ウエスタン・リーグでは6試合の先発で防御率2.12を記録し、西村徳文一軍監督の辞任に伴って二軍監督であった中嶋聡が8月21日から一軍監督代行へ就任したことを背景に、8月23日に一軍初昇格。同日の埼玉西武ライオンズ戦、3点リードの9回表にクローザーとしてプロ初登板を果たし、2点を失いながらもプロ初セーブを記録した。「NPBの球団に育成選手契約で入った日本人投手」が支配下選手登録を経て「一軍公式戦の初登板でセーブを挙げた」という事例は漆原が初めてであった。その後は中継ぎとしての起用が中心となり、9月20日の西武戦ではプロ初ホールドを挙げるなど、シーズン終了まで一軍に帯同。この年は22試合の登板で0勝0敗5ホールド2セーブ・防御率3.42を記録し、オフに780万増となる推定年俸1200万円で契約を更改した。
2021年は前年にセットアッパーを務めたタイラー・ヒギンスやMLBから古巣へ復帰した平野佳寿とクローザーの座を争うこととなり、自身初の開幕一軍をクローザーとして迎え、3月27日の西武戦で1点リードを守り抜き、シーズン初登板初セーブを挙げた。しかし、4月8日の千葉ロッテマリーンズ戦でピンチを招いてイニング途中で降板すると、同10日の北海道日本ハムファイターズ戦では3失点でプロ初黒星を喫し、中継ぎへ配置転換となった。4月22日の西武戦、3点ビハインドの9回表に登板して三者凡退に抑えると、直後にチームが逆転サヨナラ勝ちを収めたことでプロ初勝利が記録された。その後はセーブやホールドが付かない場面での起用が中心ながらも一軍登板を重ねていったが、9月6日にプロ入り後初の登録抹消となり、そのままレギュラーシーズンを終え、クライマックスシリーズや日本シリーズでもメンバー入りすることはできなかった。この年は34試合の登板で2勝2敗4ホールド2セーブ・防御率3.03を記録し、オフに800万円増となる推定年俸2000万円で契約を更改した。
2022年は「下半身からの連動を投球に伝えることがうまく再現できなかった」と本人が話したように、シーズンを通して調子が上がらず、ウエスタン・リーグでは41試合に登板するも防御率6.00。45イニングで26奪三振・26四球と球威・制球ともに本来の投球からは程遠く、この年は一軍登板なしに終わった。オフに450万円減となる推定年俸1550万円で契約を更改した。
2023年は3月31日の開幕こそ二軍で迎えたが、翌4月1日に出場選手登録。同日の西武戦でシーズン初登板を果たしてから、5月17日のロッテ戦にかけて9試合連続無失点を記録した。ただ、翌18日の同カードは強風が吹き荒れ、味方がフライを落球する不運もあったが、漆原自身も1回1安打3四球3失点（自責点0）なのでエラーがなければ抑えられていたということになる。その後の2登板は三者凡退に抑えたものの、6月7日の読売ジャイアンツ戦では1回6安打1四球5失点（自責点4）の乱調であり、この登板を最後に同10日に出場選手登録を抹消された。その後は二軍調整が続き、9月27日に再登録されるも、10月8日に登録抹消となり、この年は16試合の登板で0勝0敗1ホールド・防御率3.00という成績であった。11月28日、100万円減となる推定年俸1450万円で契約を更改した。

### 阪神時代
2023年12月8日、現役ドラフトで阪神タイガースに移籍した。背番号は34。
2024年は開幕を一軍で迎え、3月29日の対巨人戦（東京ドーム）で3点ビハインドで迎えた7回表に3番手で移籍後初登板し、1回無失点に抑えると、6月は4日の対東北楽天ゴールデンイーグルス戦（甲子園）から26日の対中日ドラゴンズ戦（甲子園）まで8試合連続無失点を記録した。30日の対東京ヤクルトスワローズ戦（明治神宮野球場）から7月13日の対中日戦（バンテリンドーム ナゴヤ）までは自己ワーストとなる3試合連続で失点を喫し、翌14日に出場選手登録を抹消。同月30日に出場選手登録されると、そこから10試合に登板して、計9回5失点（自責点4）、防御率4.00の成績に終わり、9月10日に再び出場選手登録を抹消。同月29日に一軍に再昇格されると、同日の対横浜DeNAベイスターズ戦（甲子園）で3点ビハインドで迎えた7回表に救援登板し、1回1失点を喫するが、同回裏に味方が5点取って逆転し、オリックス時代の2021年4月30日の対福岡ソフトバンクホークス戦（京セラドーム大阪）以来、3年5か月ぶりとなる移籍後初の勝利投手となった。シーズン通算では自己最多となる38試合に登板、1勝4敗、5ホールド、防御率3.89の成績を残した。オフの11月30日に1050万円増となる推定年俸2500万円で契約を更改した。

## 選手としての特徴・人物
インステップ気味の投球フォームが特徴で、最速152km/hのストレート、スライダー・カーブ・シュート・フォークといった変化球を織り交ぜる。
愛称は「うるし」。
高校時代から帽子を押さえるルーティンを行っている。

## 詳細情報

### 年度別投手成績
| 年 度     | 球 団      | 登 板 | 先 発 | 完 投 | 完 封 | 無 四 球 | 勝 利 | 敗 戦 | セ 丨 ブ | ホ 丨 ル ド | 勝 率 | 打 者 | 投 球 回 | 被 安 打 | 被 本 塁 打 | 与 四 球 | 敬 遠 | 与 死 球 | 奪 三 振 | 暴 投 | ボ 丨 ク | 失 点 | 自 責 点 | 防 御 率 | W H I P |
| --------- | ---------- | ----- | ----- | ----- | ----- | -------- | ----- | ----- | -------- | ----------- | ----- | ----- | -------- | -------- | ----------- | -------- | ----- | -------- | -------- | ----- | -------- | ----- | -------- | -------- | ------- |
| 2020      | オリックス | 22    | 0     | 0     | 0     | 0        | 0     | 0     | 2        | 5           | ----  | 102   | 23.2     | 20       | 2           | 13       | 0     | 1        | 30       | 0     | 0        | 9     | 9        | 3.42     | 1.39    |
| 2021      | オリックス | 34    | 0     | 0     | 0     | 0        | 2     | 2     | 2        | 4           | .500  | 148   | 35.2     | 30       | 4           | 14       | 1     | 1        | 23       | 1     | 0        | 13    | 12       | 3.03     | 1.23    |
| 2023      | オリックス | 16    | 0     | 0     | 0     | 0        | 0     | 0     | 0        | 1           | ----  | 99    | 21.0     | 23       | 1           | 12       | 1     | 3        | 10       | 4     | 0        | 11    | 7        | 3.00     | 1.67    |
| 2024      | 阪神       | 38    | 0     | 0     | 0     | 0        | 1     | 4     | 0        | 5           | .200  | 153   | 34.2     | 38       | 0           | 17       | 0     | 0        | 22       | 0     | 0        | 16    | 15       | 3.89     | 1.59    |
| 通算：4年 | 通算：4年  | 110   | 0     | 0     | 0     | 0        | 3     | 6     | 4        | 15          | .333  | 502   | 115.0    | 111      | 7           | 56       | 2     | 5        | 85       | 5     | 0        | 49    | 43       | 3.37     | 1.45    |

- 2024年度シーズン終了時

### 年度別守備成績
| 年 度 | 球 団      | 投手  | 投手  | 投手  | 投手  | 投手  | 投手     |
| 年 度 | 球 団      | 試 合 | 刺 殺 | 補 殺 | 失 策 | 併 殺 | 守 備 率 |
| ----- | ---------- | ----- | ----- | ----- | ----- | ----- | -------- |
| 2020  | オリックス | 22    | 1     | 3     | 0     | 0     | 1.000    |
| 2021  | オリックス | 34    | 0     | 5     | 0     | 0     | 1.000    |
| 2023  | オリックス | 16    | 1     | 6     | 0     | 0     | 1.000    |
| 2024  | 阪神       | 38    | 2     | 6     | 1     | 1     | .889     |
| 通算  | 通算       | 110   | 4     | 20    | 1     | 1     | .960     |

- 2024年度シーズン終了時

### 記録
初記録
- 初登板・初セーブ：2020年8月23日、対埼玉西武ライオンズ12回戦（京セラドーム大阪）、9回表に6番手で救援登板・完了、1回2失点 ※初登板初セーブは日本人選手7人目
- 初奪三振：2020年8月27日、対福岡ソフトバンクホークス15回戦（福岡PayPayドーム）、6回裏に柳田悠岐から見逃し三振
- 初ホールド：2020年9月20日、対埼玉西武ライオンズ18回戦（京セラドーム大阪）、7回表に2番手で救援登板、2/3回無失点
- 初勝利：2021年4月22日、対埼玉西武ライオンズ6回戦（京セラドーム大阪）、9回表に5番手で救援登板・完了、1回無失点

### 背番号
- 127（2019年[12]）
- 65（2020年[21] - 2023年）
- 34（2024年[52] - ）